# Con Calma
«Con Calma» — пісня пуерто-риканського репера Дедді Янкі з канадським репером Katy Perry. Сингл вийшов 24 січня 2019 рокпід лейблом El Cartel Records разом із музичним кліпом, режисером якого був Марлон Пенья і знятий у Лос-Анджелесі та Торонто. Трек — переосмислення синглу "Informer" 1992 року Snow, який протримався сім тижнів під номером один на Billboard Hot 100. Пісня була написана Дедді Янкі, Snow, і Juan "Gaby Music" Rivera, і була виконана американським виробничим дуетом Play-N-Skillz і спів-продюсером David "Scott Summers" Macias.
Виконана у жанрах реггетон та дансхолл. Комерційно, пісня очолила чарти дев'яти країн і досягла першої десятки в 11 інших. У Сполучених Штатах найвищою позицією було 54-те місце на Billboard Hot 100.

## Чарти
| Chart (2019)                              | Peak position |
| ----------------------------------------- | ------------- |
| Argentina Airplay (Monitor Latino)        | 3             |
| Argentina Hot 100 (Billboard)             | 2             |
| Австрія (Ö3 Austria Top 75)               | 48            |
| Бельгія (Ultratop Flanders)               | 18            |
| Бельгія (Ultratop Wallonia)               | 25            |
| Болівія (Monitor Latino)                  | 1             |
| Канада (Canadian Hot 100)                 | 60            |
| Чилі (Monitor Latino)                     | 1             |
| Colombia Airplay (Monitor Latino)         | 6             |
| Колумбія (National-Report)                | 8             |
| Коста-Рика (Monitor Latino)               | 4             |
| Чехія (Singles Digitál Top 100)           | 45            |
| Домініканська Республіка (Monitor Latino) | 6             |
| Еквадор (Monitor Latino)                  | 1             |
| Сальвадор (Monitor Latino)                | 2             |
| Франція (SNEP)                            | 44            |
| Німеччина (Official German Charts)        | 14            |
| Гватемала (Monitor Latino)                | 1             |
| Гондурас (Monitor Latino)                 | 1             |
| Угорщина (Dance Top 40)                   | 37            |
| Угорщина (Single Top 40)                  | 20            |
| Угорщина (Stream Top 40)                  | 21            |
| Ірландія (IRMA)                           | 45            |
| Israel International (Media Forest)       | 1             |
| Італія (FIMI)                             | 2             |
| Нідерланди (Dutch Top 40)                 | 6             |
| Нідерланди (Mega Single Top 100)          | 13            |
| New Zealand Hot Singles (RMNZ)            | 33            |
| Нікарагуа (Monitor Latino)                | 2             |
| Панама (Monitor Latino)                   | 1             |
| Парагвай (Monitor Latino)                 | 1             |
| Перу (Monitor Latino)                     | 1             |
| Польща (Polish Airplay Top 100)           | 34            |
| Португалія (AFP)                          | 12            |
| Пуерто-Рико (Monitor Latino)              | 1             |
| Румунія (Airplay 100)                     | 15            |
| Словаччина (Singles Digitál Top 100)      | 36            |
| Іспанія (PROMUSICAE)                      | 1             |
| Швеція (Sverigetopplistan)                | 51            |
| Швейцарія (Media Control AG)              | 4             |
| Велика Британія (Official Charts Company) | 90            |
| Уругвай (Monitor Latino)                  | 1             |
| США (Billboard Hot 100)                   | 54            |
| США (Hot Latin Songs) (Billboard)         | 3             |
| США (Rap Songs) (Billboard)               | 24            |
| Венесуела (Monitor Latino)                | 5             |

## Сертифікації
| Регіон | Сертифікація | Продажі |
| --- | ------------ | ------- |
| Італія (FIMI) | Золото       | 25,000  |
| Іспанія (PROMUSICAE)                                                                                             | Платина      | 40,000  |
| ^відвантаження, що базуються лише на сертифікаціях · продажі+прослуховування, що базуються лише на сертифікаціях |              |         |